# Karl Heinrich Lieser
Karl Heinrich Lieser (* 26. April 1921 in Ludwigshafen; † 16. April 2005 in Seeheim) war ein deutscher Chemiker, Hochschullehrer und Fachbuchautor.

## Biographie
Lieser studierte an der Technischen Universität Darmstadt, wo er 1949 sein Diplom in Chemie erhielt und 1952 promoviert wurde. Ab 1957 war er Dozent an der TU Darmstadt. Karl Heinrich war mit Edith Schierandt (geb. 1952) verheiratet und hatte vier Kinder.

## Werke
Lieser schrieb 1969 ein einführendes Fachbuch zur nuklearen Chemie, Einführung in die Kernchemie, als erstes Buch in der Serie Kernchemie in Einzeldarstellungen. Das Buch wurde bis zur 3. Auflage aktualisiert und später von Jens Volker Kratz weitergeführt. Dieses Folgewerk wurde ins Englische übertragen und unter dem Namen Nuclear and Radiochemistry bis zur 4. Auflage (2022) verbessert. Es gilt bis heute als Standardwerk auf seinem Gebiet. 
- Karl Heinrich Lieser: Einführung in die Kernchemie (= Kernchemie in Einzeldarstellungen. Band 1). Verlag Chemie, Weinheim 1969.
- Jens-Volker Kratz, Karl Heinrich Lieser: Nuclear and Radiochemistry. 3., rev. ed Auflage. Wiley-VCH, Weinheim 2013, ISBN 978-3-527-32901-4.
- Jens-Volker Kratz: Nuclear and Radiochemistry. 4. Auflage. Wiley-VCH, Weinheim 2022, ISBN 978-3-527-34905-0.

Ebenfalls war Lieser einer der Herausgeber der Buchserie Nukleare Entsorgung – Nuclear Fuel Cycle in 4 Bänden zusammen mit Franz Baumgärtner und Klaus Ebert.

## Andere Publikationen (Auswahl)
- Karl Heinrich Lieser: Trends der Kern‐und Radiochemie. In: Nachrichten aus Chemie, Technik und Laboratorium. Band 33, Nr. 5, Mai 1985, S. 408–409, doi:10.1002/nadc.19850330509.